# 特雷布森
穆尔德河畔特雷布森（德語：Trebsen/Mulde），简称特雷布森（德語：Trebsen，發音：[ˈtʁeːpsn̩]），是德国萨克森州莱比锡县的城市，面积35.03平方千米，2023年12月31日人口为3,771人。